# Ciblas pagasts
Ciblas pagasts er en territorial enhed i Ciblas novads i Letland. Pagasten havde 923 indbyggere i 2010 og omfatter et areal på 79 kvadratkilometer. Hovedbyen i pagasten er Cibla.